# Ed Manning
Edward R. "Ed" Manning (Summit, Misisipi, 2 de enero de 1941-Fort Worth, Texas, 4 de marzo de 2011)  fue un jugador y entrenador de baloncesto estadounidense que disputó cuatro temporadas en la NBA, cinco más en la ABA y una en la AABA. Con 2,01 metros de estatura, jugaba en la posición de ala-pívot. Era el padre del también exjugador profesional Danny Manning.

## Trayectoria deportiva

### Universidad
Jugó durante su etapa universitaria con los Tigers de la Universidad Estatal de Jackson, siendo elegido en sus dos últimas temporadas en el mejor quinteto de la Southwestern Athletic Conference, tras promediar 20,1 puntos y 16,8 rebotes y 18,6 y 12,7 respectivamente.

### Profesional
Fue elegido en la octogésima posición del Draft de la NBA de 1967 por Baltimore Bullets, equipo con el que jugó dos temporadas y media siempre como una de las últimas opciones de su entrenador. Su temporada más destacada fue la segunda, en la que promedió 4,7 puntos y 3,9 rebotes por partido.
Mediada la temporada 1969-70 fue traspasado a Chicago Bulls a cambio de Al Tucker, quienes al año siguiente no lo protegieron, siendo incluido en el Draft de Expansión por la llegada de nuevos equipos a la liga, resultando elegido por los Portland Trail Blazers. Allí jugó una temporada, en la que promedió 7,1 puntos y 5,2 rebotes por partido.
Tras ser despedido por los Blazers, al año siguiente fichó como agente libre por los Carolina Cougars de la ABA, Allí contó con más minutos que en la NBA, disputando 3 temporadas, siendo la más destacada la 73-74, en la que promedió 8,3 puntos y 4,5 rebotes por partido.
Tras ser despedido, jugó una temporada con los New York Nets y unos cuantos partidos con los Indiana Pacers, acabando su carrera en los Carolina Lightning de la AABA, donde ejerció como jugador, promediando 3,5 puntos por partido, y a la vez como segundo entrenador.

### Entrenador
Tras su primera experiencia como entrenador asistente en la AABA, realizó la misma función durante una temporada en la North Carolina Agricultural & Technical State University, para posteriormente pasar a ser asistente en la Universidad de Kansas durante cinco temporadas, obteniendo el campeonato de la NCAA en 1988. Entre ese año y 1994 fue asistente en los San Antonio Spurs de la NBA.

## Estadísticas de su carrera en la NBA y la ABA

### Temporada regular
| Temporada | Edad | Equipo                 | Liga  | P   | TIT | MIN  | TC  | TCA | %TC  | 3P  | 3PA | %3P  | TL  | TLA | %TL  | R.OF. | R.DEF. | REB | ASIS | ROB | TAP | PER | FP  | PTS |
| 1967-68   | 24   | Baltimore Bullets      | NBA   | 71  |     | 13.4 | 1.6 | 3.6 | .432 |     |     |      | 0.8 | 1.4 | .606 |       |        | 5.3 | 0.5  |     |     |     | 2.2 | 4.0 |
| 1968-69   | 25   | Baltimore Bullets      | NBA   | 63  |     | 11.5 | 2.0 | 4.6 | .448 |     |     |      | 0.6 | 0.9 | .648 |       |        | 3.9 | 0.3  |     |     |     | 1.9 | 4.7 |
| 1969-70   | 26   | TOTAL                  | NBA   | 67  |     | 11.6 | 1.8 | 4.8 | .371 |     |     |      | 0.6 | 0.8 | .750 |       |        | 3.5 | 0.5  |     |     |     | 1.8 | 4.2 |
| 1969-70   | 26   | Baltimore Bullets      | NBA   | 29  |     | 5.6  | 1.1 | 2.3 | .485 |     |     |      | 0.2 | 0.3 | .625 |       |        | 1.2 | 0.1  |     |     |     | 1.1 | 2.4 |
| 1969-70   | 26   | Chicago Bulls          | NBA   | 38  |     | 16.2 | 2.3 | 6.7 | .341 |     |     |      | 1.0 | 1.3 | .771 |       |        | 5.2 | 0.9  |     |     |     | 2.3 | 5.6 |
| 1970-71   | 27   | Portland Trail Blazers | NBA   | 79  |     | 19.7 | 3.1 | 7.1 | .435 |     |     |      | 0.9 | 1.2 | .806 |       |        | 5.2 | 1.4  |     |     |     | 2.5 | 7.1 |
| 1971-72   | 28   | Carolina Cougars       | ABA   | 77  |     | 21.4 | 3.0 | 6.5 | .457 | 0.0 | 0.0 | .000 | 1.2 | 1.5 | .833 | 1.5   | 4.2    | 5.7 | 0.8  |     |     | 1.1 | 2.9 | 7.2 |
| 1972-73   | 29   | Carolina Cougars       | ABA   | 83  |     | 19.7 | 3.2 | 6.7 | .475 | 0.0 | 0.0 | .000 | 0.8 | 1.0 | .762 | 1.3   | 3.4    | 4.7 | 0.8  |     |     | 1.0 | 3.0 | 7.1 |
| 1973-74   | 30   | Carolina Cougars       | ABA   | 82  |     | 22.1 | 3.6 | 7.4 | .488 | 0.0 | 0.0 | .500 | 1.0 | 1.2 | .851 | 1.3   | 3.2    | 4.5 | 1.2  | 1.1 | 0.2 | 1.2 | 2.6 | 8.3 |
| 1974-75   | 31   | New York Nets          | ABA   | 70  |     | 14.2 | 1.5 | 3.5 | .424 | 0.0 | 0.0 | .000 | 0.5 | 0.6 | .833 | 0.8   | 2.2    | 3.0 | 0.8  | 0.6 | 0.1 | 0.8 | 2.1 | 3.4 |
| 1975-76   | 32   | Indiana Pacers         | ABA   | 12  |     | 11.2 | 2.0 | 5.0 | .400 | 0.0 | 0.0 |      | 1.0 | 1.4 | .706 | 1.3   | 1.8    | 3.1 | 1.2  | 0.3 | 0.2 | 0.6 | 1.5 | 5.0 |
| Total     |      |                        | TOTAL | 604 |     | 16.9 | 2.5 | 5.6 | .448 | 0.0 | 0.0 | .125 | 0.8 | 1.1 | .764 | 1.3   | 3.2    | 4.5 | 0.8  | 0.8 | 0.2 | 1.0 | 2.4 | 5.9 |
|           |      |                        | ABA   | 324 |     | 19.2 | 2.8 | 6.1 | .466 | 0.0 | 0.0 | .125 | 0.9 | 1.1 | .816 | 1.3   | 3.2    | 4.5 | 0.9  | 0.8 | 0.2 | 1.0 | 2.6 | 6.6 |
|           |      |                        | NBA   | 280 |     | 14.3 | 2.2 | 5.1 | .423 |     |     |      | 0.8 | 1.1 | .702 |       |        | 4.5 | 0.7  |     |     |     | 2.1 | 5.1 |

### Playoffs
| Temporada | Edad | Equipo            | Liga  | P  | MIN | TCA | TC  | 3PA | 3P | TLA | TL | R.OF. | REB | ASIS | ROB | TAP | PER | FP | PTS | %TC  | %3P   | %FT   | MIN  | PTS  | REB | AST |
| 1968-69   | 25   | Baltimore Bullets | NBA   | 4  | 63  | 7   | 18  |     |    | 0   | 0  |       | 23  | 1    |     |     |     | 11 | 14  | .389 |       |       | 15.8 | 3.5  | 5.8 | 0.3 |
| 1969-70   | 26   | Chicago Bulls     | NBA   | 2  | 29  | 5   | 10  |     |    | 1   | 2  |       | 9   | 3    |     |     |     | 2  | 11  | .500 |       | .500  | 14.5 | 5.5  | 4.5 | 1.5 |
| 1972-73   | 29   | Carolina Cougars  | ABA   | 12 | 262 | 44  | 82  | 0   | 0  | 18  | 23 | 18    | 57  | 8    |     |     | 14  | 40 | 106 | .537 |       | .783  | 21.8 | 8.8  | 4.8 | 0.7 |
| 1973-74   | 30   | Carolina Cougars  | ABA   | 4  | 81  | 18  | 37  | 1   | 1  | 5   | 5  | 4     | 13  | 0    | 0   | 1   | 4   | 11 | 42  | .486 | 1.000 | 1.000 | 20.3 | 10.5 | 3.3 | 0.0 |
| 1974-75   | 31   | New York Nets     | ABA   | 3  | 18  | 2   | 7   | 0   | 1  | 1   | 1  | 0     | 1   | 0    | 0   | 0   | 0   | 2  | 5   | .286 | .000  | 1.000 | 6.0  | 1.7  | 0.3 | 0.0 |
| Total     |      |                   | TOTAL | 25 | 453 | 76  | 154 | 1   | 2  | 25  | 31 | 22    | 103 | 12   | 0   | 1   | 18  | 66 | 178 | .494 | .500  | .806  | 18.1 | 7.1  | 4.1 | 0.5 |
|           |      |                   | ABA   | 19 | 361 | 64  | 126 | 1   | 2  | 24  | 29 | 22    | 71  | 8    | 0   | 1   | 18  | 53 | 153 | .508 | .500  | .828  | 19.0 | 8.1  | 3.7 | 0.4 |
|           |      |                   | NBA   | 6  | 92  | 12  | 28  |     |    | 1   | 2  |       | 32  | 4    |     |     |     | 13 | 25  | .429 |       | .500  | 15.3 | 4.2  | 5.3 | 0.7 |